# Ammaestramenti di Kagemni
L'Ammaestramento di Kagemni è un antico testo egiziano di istruzioni, appartenente al genere della letteratura sapienziale. È il primo della silloge di testi che portano il nome generico di Ammaestramenti.
La sua data risale al 2797-2773 a.C. (quarta dinastia).
Anche se le sue prime tracce risalgono al Medio Regno, la sua scrittura è stata tradizionalmente attribuita a Kagemni, un visir attivo durante il regno del faraone Snefru (r. 2613–2589 a.C.), fondatore della quarta dinastia, risalente all'Antico Regno.

## Datazione
La prima fonte conosciuta dell'ammaestramento è il papiro Prisse. Questo testo è datato alla di molto posteriore dodicesima dinastia del Medio Regno, probabilmente al regno di Amenemhat II, dal 1929 a.C. al 1895 a.C., o leggermente in seguito. È scritto nel linguaggio del medio regno, e in uno stile arcaico di corsivo ieratico.

## Contenuto
Solo la fine del papiro è arrivata a noi. Non si sa quanto dell'inizio sia andato effettivamente perduto. Kagemni, che il testo nomina come il visir sotto il regno di Sneferu, potrebbe essere basato su un altro visir di nome Kagemni, che visse durante la sesta dinastia. Il testo suggerisce che Kagemni potrebbe essere il pupillo piuttosto che l'insegnante di virtù e morali, e studiosi hanno suggerito che suo padre avrebbe potuto essere Kaire, un saggio menzionato nel testo dell'era di Ramesse "elogia di scrittori morti". Anche se il testo è attribuito a Kagemni, era comune che gli antichi testi egizi fossero attribuiti erroneamente a prestigiose figure storiche appartenenti a tempi precedenti.
Scritto come un pragmatico libro di consigli per il figlio di un visir, gli ammaestramenti somigliano a "I massimi di Ptahhotep". Differisce da testi più recenti come gli ammaestramenti di Amenemope, che enfatizzano la pietà, e gli ammaestramenti di Amenemhat, che William Simpson ha descritto come "un pezzo politico inserito in forma di istruzioni". Kagemni suggerisce che bisognerebbe seguire un percorso di modestia e moderazione, che contrasta Ci o che bisogna evitare: gola e  superbia. L'uomo silenzioso che è modesto, calmo e pratica l'autocontrollo è visto come il più virtuoso; questo tipo di persona è poi paragonato con il suo opposto in "Amenope". Secondo Miriam Lichtheim, il virtuoso "uomo silenzioso" era destinato ad avere un ruolo primario nella morale egizia.
Il testo non è pervenuto integro ma si è conservata unicamente l'ultima parte dell'opera.
Si riportano considerazioni sullo stare a tavola.
Se ti trovi seduto in compagnia di altre persone, non desiderare il cibo, anche se lo volessi. Raccogli invece un momento per trattenere il cuore, e la sua ignobile ingordigia. Un sorso d'acqua estinguerà la sete, e un boccone di melone aiuterà il cuore. Una buona cosa è scambiare con ciò che è buono una piccola parte di ciò che è molto. Se ti siedi con un goloso, mangia quando lui ha finito; se ti siedi con un ubriacone accetta una bevuta, e la sua anima sarà soddisfatta. Non accanirti per la carne in presenza del goloso, prendi quello che ti offre e rifiuta ciò che rimane, pensando che sarà una cosa cortese.
Se un uomo sente la mancanza di una buona compagnia, nessun discorso avrà influenza su di lui. Sarà scontroso con chiunque voglia portargli la felicità. Sarà angosciante verso la madre e gli amici. Tutti gli uomini dicono: "Lascia che il tuo nome sia conosciuto! Sarai silenzioso quando verrai nominato!"»